# Melchior Boisserée
Pour les articles homonymes, voir Boisserée.
Melchior Boisserée, artiste prussien, né à Cologne le 23 avril 1786, mort le 14 mai 1851 à Bonn.

## Biographie
Il forme avec son frère Sulpiz Boisserée et Johann Baptist Bertram une belle collection des anciens maîtres allemands. Cette collection fut cédée en 1827 au roi de Bavière puis transférée plus tard à la pinacothèque de Munich. Il lithographie ces tableaux et les publie dans un recueil en 1838 (38 livraisons). Il réussit à peindre sur verre avec le pinceau seul et applique ce nouvel art à la reproduction des meilleurs tableaux. Cette galerie est aujourd'hui à Bonn.